# ابابیل ۱
ابابیل ۱ پهپادی فلسطینی است که در نبرد ۲۰۱۴ اسرائیل و غزه مورد استفاده حماس قرار گرفت.

## خصوصیات
این پهپاد را شاخه نظامی حماس که گردان‌های عزالدین قسام نام دارد ساخته‌است. ابابیل یک قادر به پروازهای دراز مدت است و نضال فرحات از سازندگان اولیه آن به‌شمار می‌رود ولی به ترور فرحات کار تکمیل آن به تعویق افتاد و در سالیان اخیر تکمیل و در نبرد ۲۰۱۴ اسرائیل و غزه مورد استفاده قرار گرفت و توانست تصاویری از تل آویو به ویژه ساختمان وزارت دفاع اسرائیل را ضبط کند. ایران در انتقال تکنولوژی ساخت پهپاد به نظامیان حماس تأثیرگذار بوده‌است.